# 青島神社

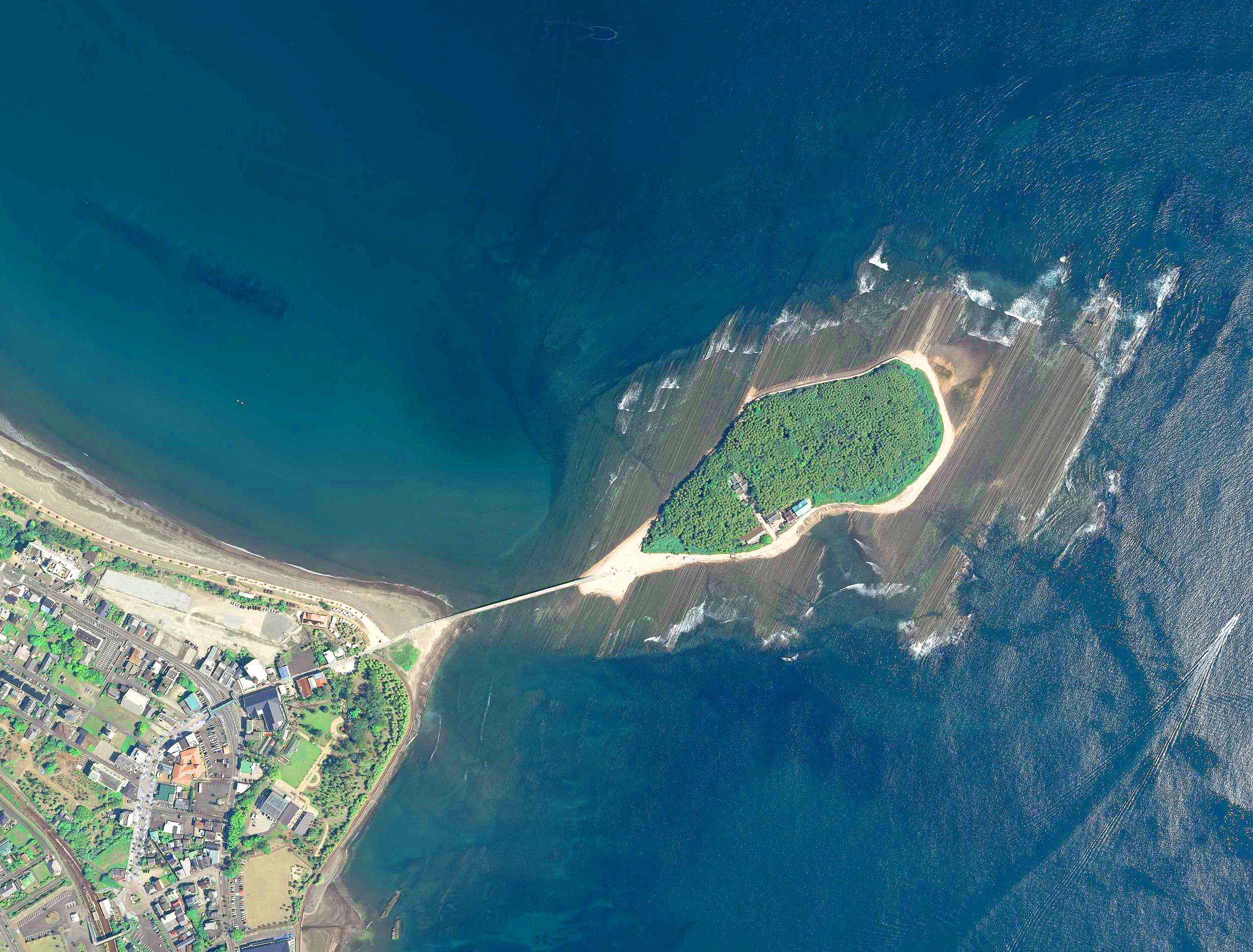
青島（2017年撮影）
。

青島神社（あおしまじんじゃ）は、宮崎県宮崎市青島にある、青島のほぼ中央に鎮座する神社で、周囲1.5kmの青島全島を境内地とする。旧社格は村社で、現在は神社本庁の別表神社。
青島は全島が熱帯・亜熱帯植物の群生地として、国の特別天然記念物に指定されている。

## 祭神
天津日高彦火火出見命（あまつひだかひこほほでみのみこと。彦火火出見命とも）とその妃神 豊玉姫命（とよたまひめのみこと）、そして塩筒大神（しおづつのおおかみ）を祀る。
いずれも山幸海幸神話に因む神で、縁結び、安産、航海安全の神として信仰を集めている。

## 由緒

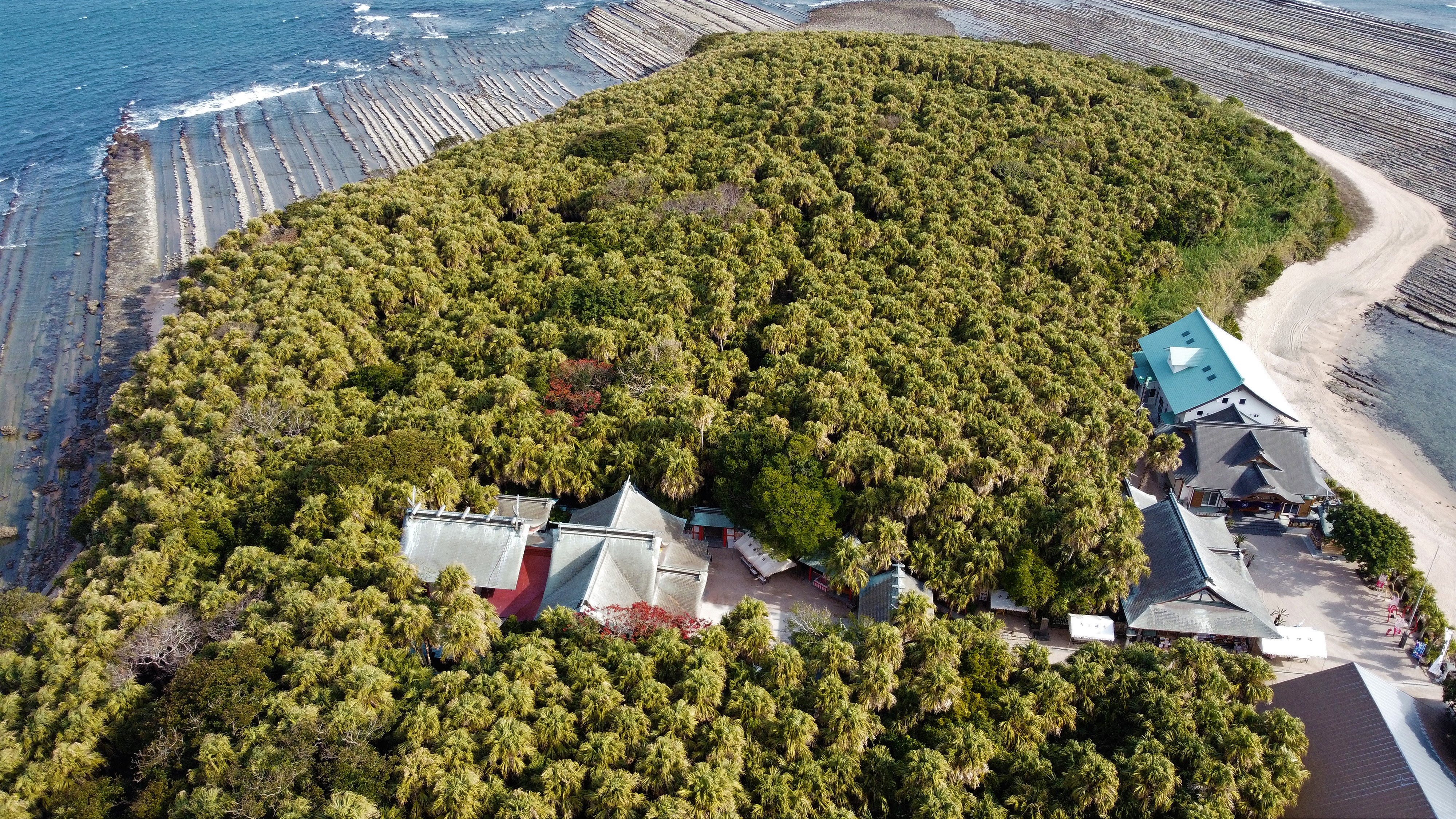
青島神社全体俯瞰

元来は海洋に対する信仰によって創祀されたと考えられ、古くから青島自体が霊域として崇められており、そこから後述するように江戸時代まで全島が禁足地とされていた。社伝によれば、山幸海幸神話で、彦火火出見命が海神宮（わたつみのみや）から帰還した際に青島に上陸して宮を営んだため、その宮跡に命と上記2柱の神を祀ったのに始まると伝えるが、寛文2年（1662年）の大地震で旧記古文書類を失った為に創祀の古伝の詳細はあきらかでない。
神社の旧記によれば、平安時代の日向国の国司の巡視記とされる『日向土産』なる書に「嵯峨天皇の御宇に奉崇（あがめまつる）青島大明神」と記され当時既に崇敬されていたと伝え、その後文亀3年（1503年）に伊東尹祐によって再興されて以降、伊東氏飫肥藩の篤い崇敬を受け、大永3年（1523年）、天正6年（1578年）、貞享4年（1687年）、寛保2年（1742年）、明和4年（1767年）、文化5年（1808年）と6度にもわたる社殿の造営・改修や、境内の保全事業が行われた。また、飫肥藩時代は藩士の中で土器（かわらけ）格の者1人を島奉行に任じ、島内の樹林や磯辺を監守させた他、牛馬を渡島させたり発砲を禁じたりと一切の汚穢を警戒させていた。元文2年（1737年）まで入島は神職と島奉行のみに限られ、村民は対岸の尖浜（現青島海水浴場）に拝所を設けて遙拝していたが、当時の神主であった長友肥後が藩主に解禁を申請し、以来一般人の渡島参詣が可能になった。
1871年（明治4年）、村社に列し、戦後は神社本庁の別表神社に指定された。
1881年（明治14年）に神社所有の境内地が上地され国有地となったが、戦後、神社が宗教法人となり、1949年（昭和24年）5月17日に国から境内地が返還されている。

## 祭祀

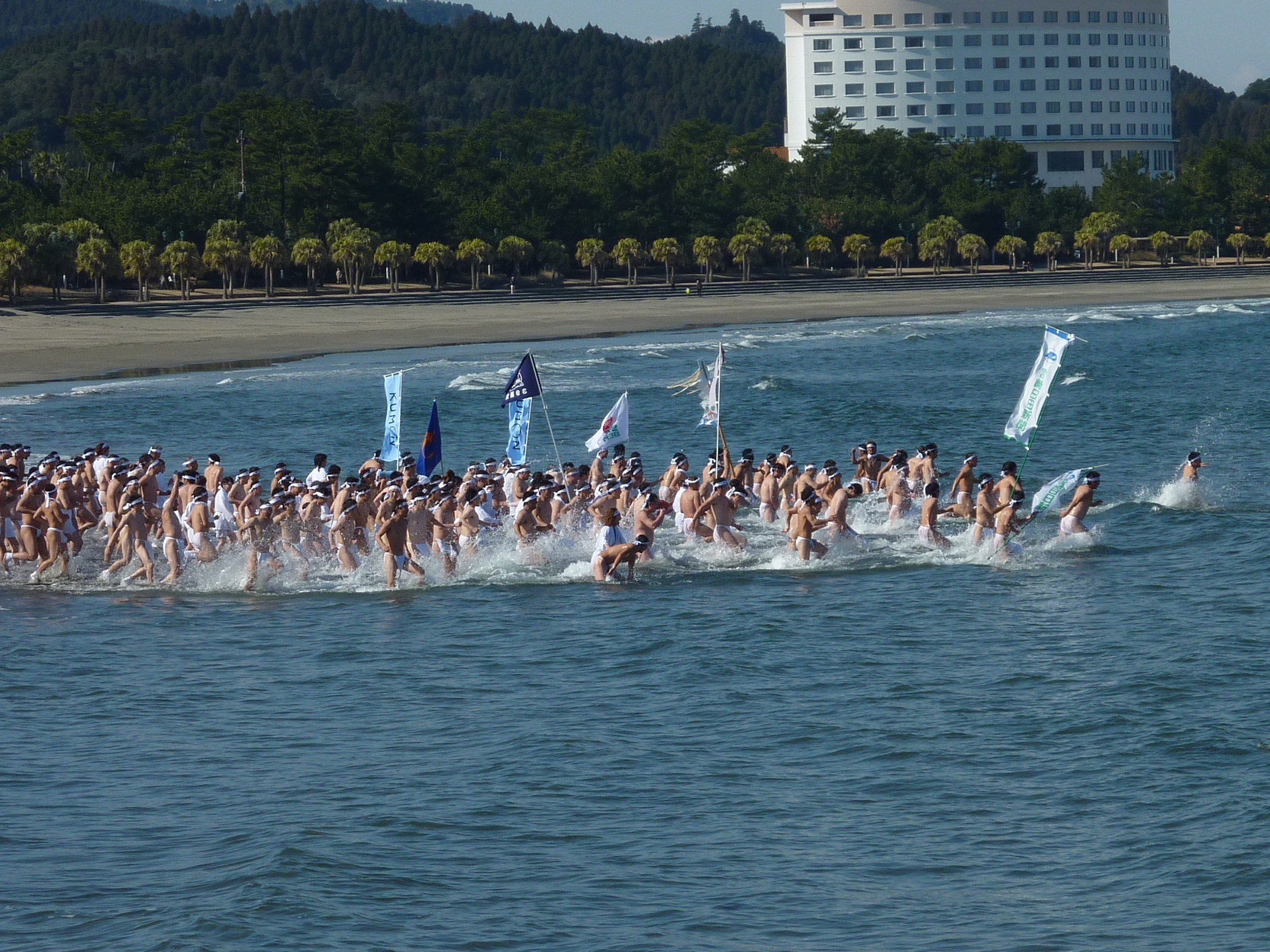
冬祭（裸参り）

### 神事
10月18日の例祭（秋祭）以外に、以下の神事が著名である。
- 春祭（旧暦3月16日） - 往古はこの日から月末までの半月間は、一般の入島が許されていたため、今でも「島開き祭」と呼ばれる。因みに旧暦3月末日は「島成就」と呼ばれ、かつては一般の入島を禁じる島止祭が行われていた。
- 夏祭（旧暦6月17・18日） - 対岸の折生迫まで神輿の渡御が行われ、白浜海水浴場 から漁船に載せて青島を2周して、折生迫漁港のお旅所に1泊して還御する神幸祭である。神輿の渡御は古くから行われていたが、氏子漁民の願いによって、昭和23年（1948年）から海上渡御も行うようになった。
- 冬祭（成人の日）） - 彦火々出見命が海宮から帰還した際に、村人が服を着る暇もなく出迎えたという故事に因むものと伝わり[5]、かつては旧暦12月17日の夜半から夜を徹して、近在の若い男女が真裸になって参拝していたため、「裸参り」とも呼ばれ、これを行うは千日参詣に等しいとされた。現在は氏子青年や信者が海水に浴して、静かに祈願する形に変わっている。

### 祠官
長友氏が社家として勤める。口碑に、社家は古く青島背後の下加江田村という200戸程度の村落に居住したが、同村は寛文2年の大地震で水没したという。

## 境内

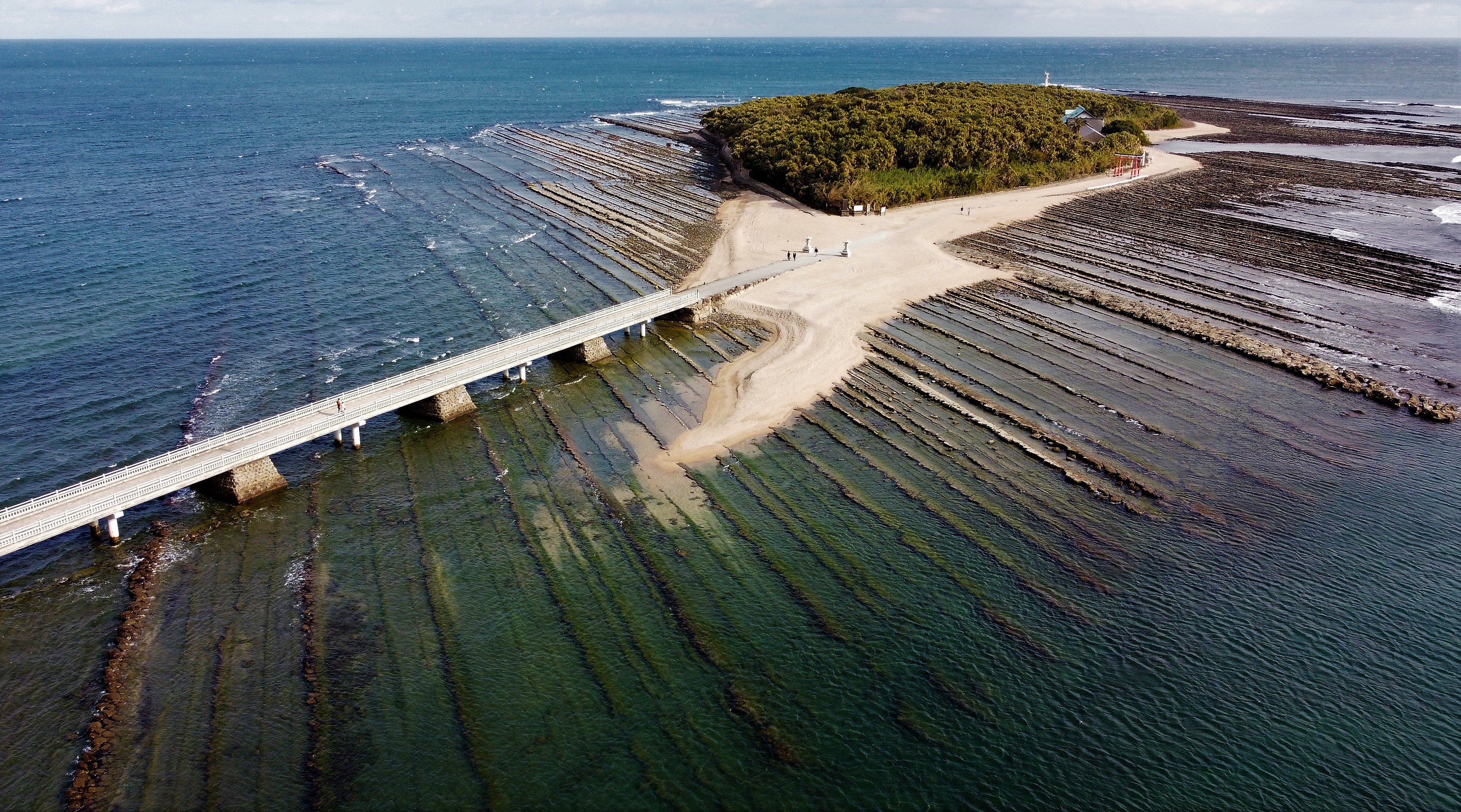
弥生橋と青島（現在の石橋は1951年（昭和26年）9月2日の竣工）

- 弥生橋 - 青島へ渡るための橋。1920年（大正9年）3月、昭和天皇が皇太子時代に行啓したさいに架設されたのが起源で、当時の御歌所所長入江為守により、3月に因んで「弥生橋」と名付けられた。当時のものは1940年（昭和15年）の台風によって全壊し、現在のものは1951年（昭和26年）9月2日に架け替えられたもの[6]。
- 手水舎
- 神門
- 本殿、拝殿 - 本殿は流造、拝殿は切妻造平入で、ともに銅板葺。1882年（明治15年）までは板葺であった[3]。現在の社殿は昭和49年（1974年）に火災で全焼した後、再建されたもの。
- 御成道 - 1907年（明治40年）に大正天皇が皇太子時代に西国巡幸で当社を参拝したさいに、元宮までのビロウ林内に整備された参道[7]。
  - 祈りの古道 - 御成道入り口にある絵馬掛けで作られたトンネル状参道[8]。
- 投瓮（とうか）所 - 天の平瓮投げといい、素焼きの盃を奥の磐境に投げ入れば心願成就、割れれば開運厄祓とされる[9]。

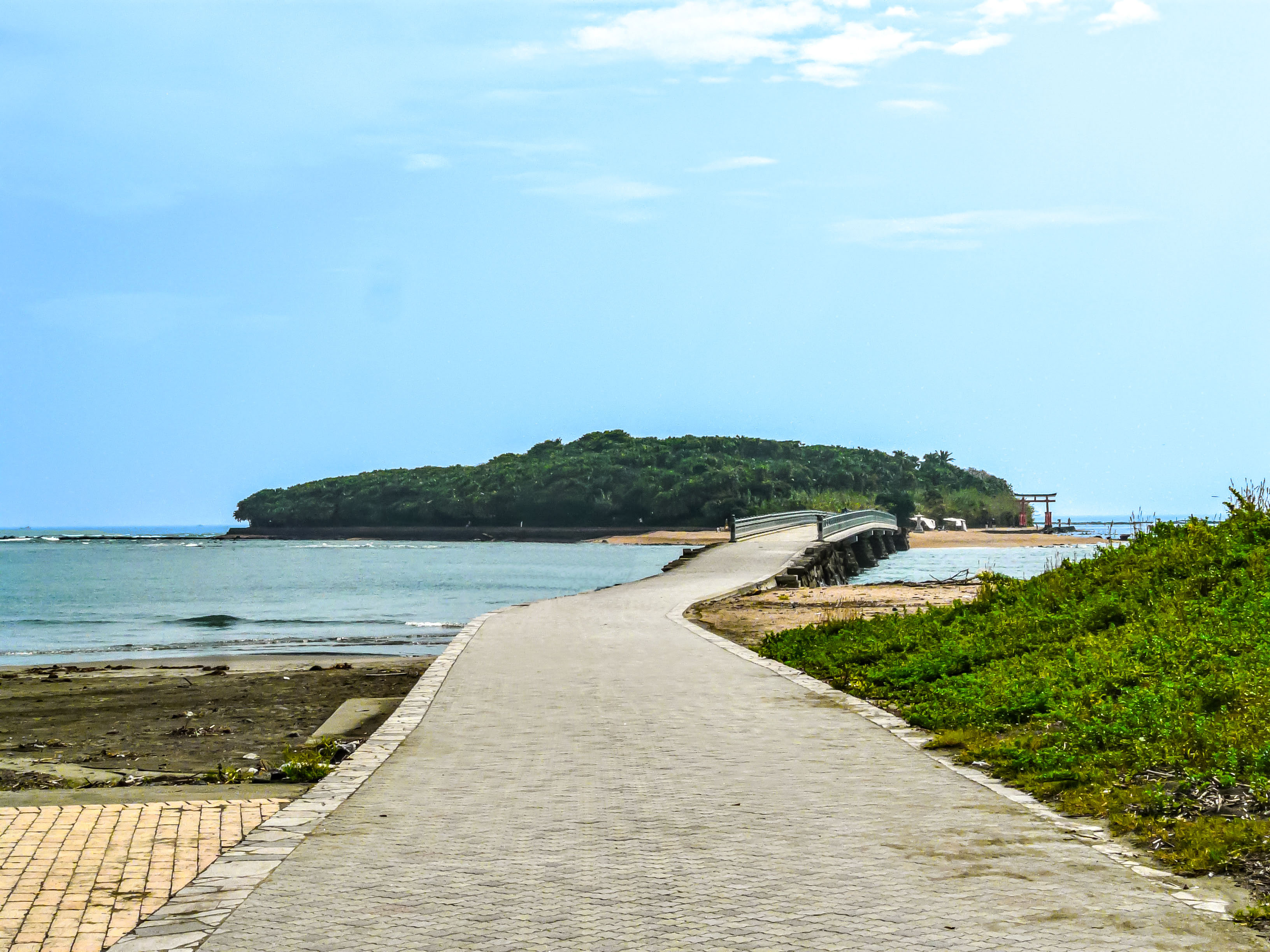
青島への参道
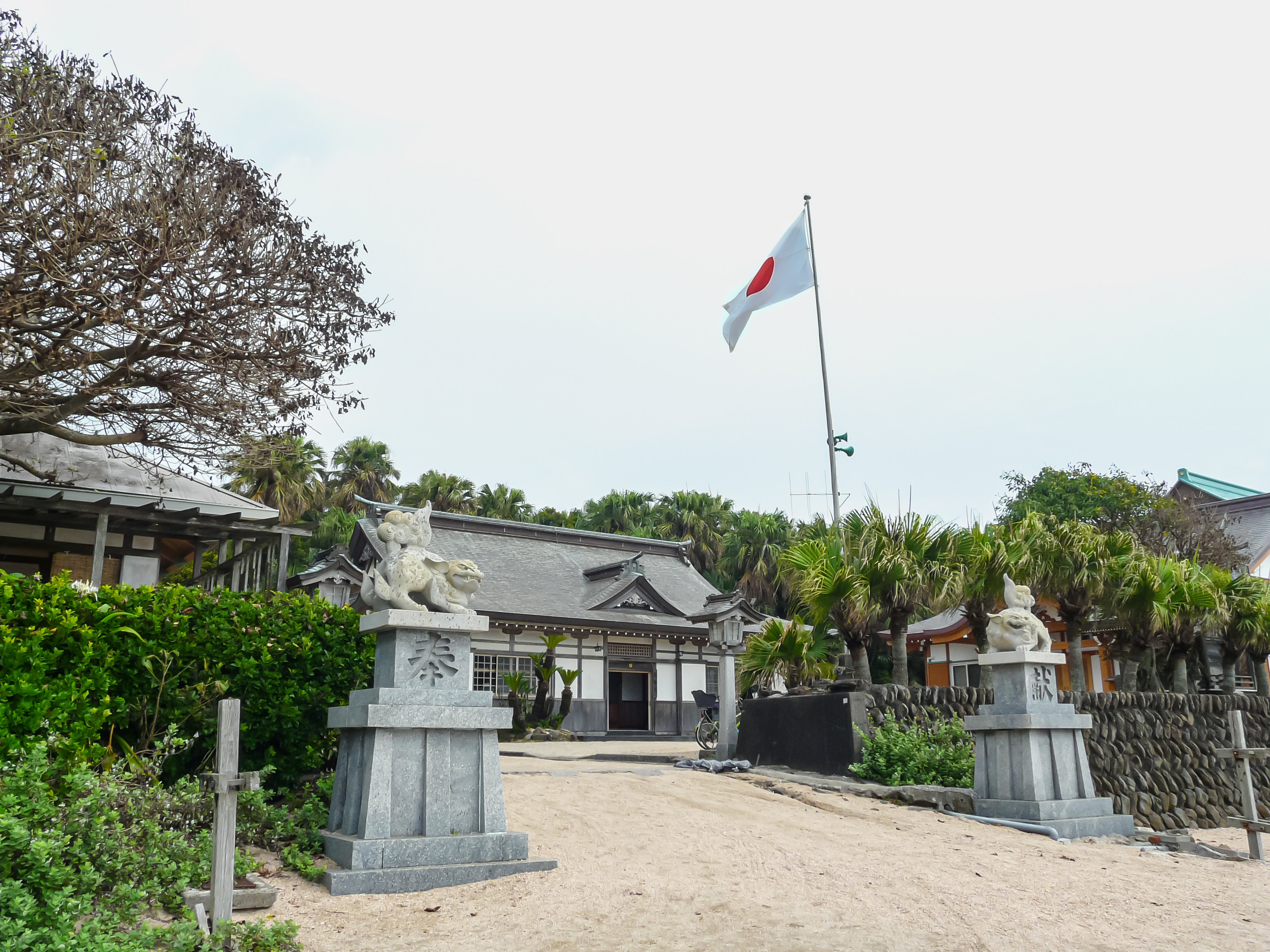
砂浜にある境内入り口
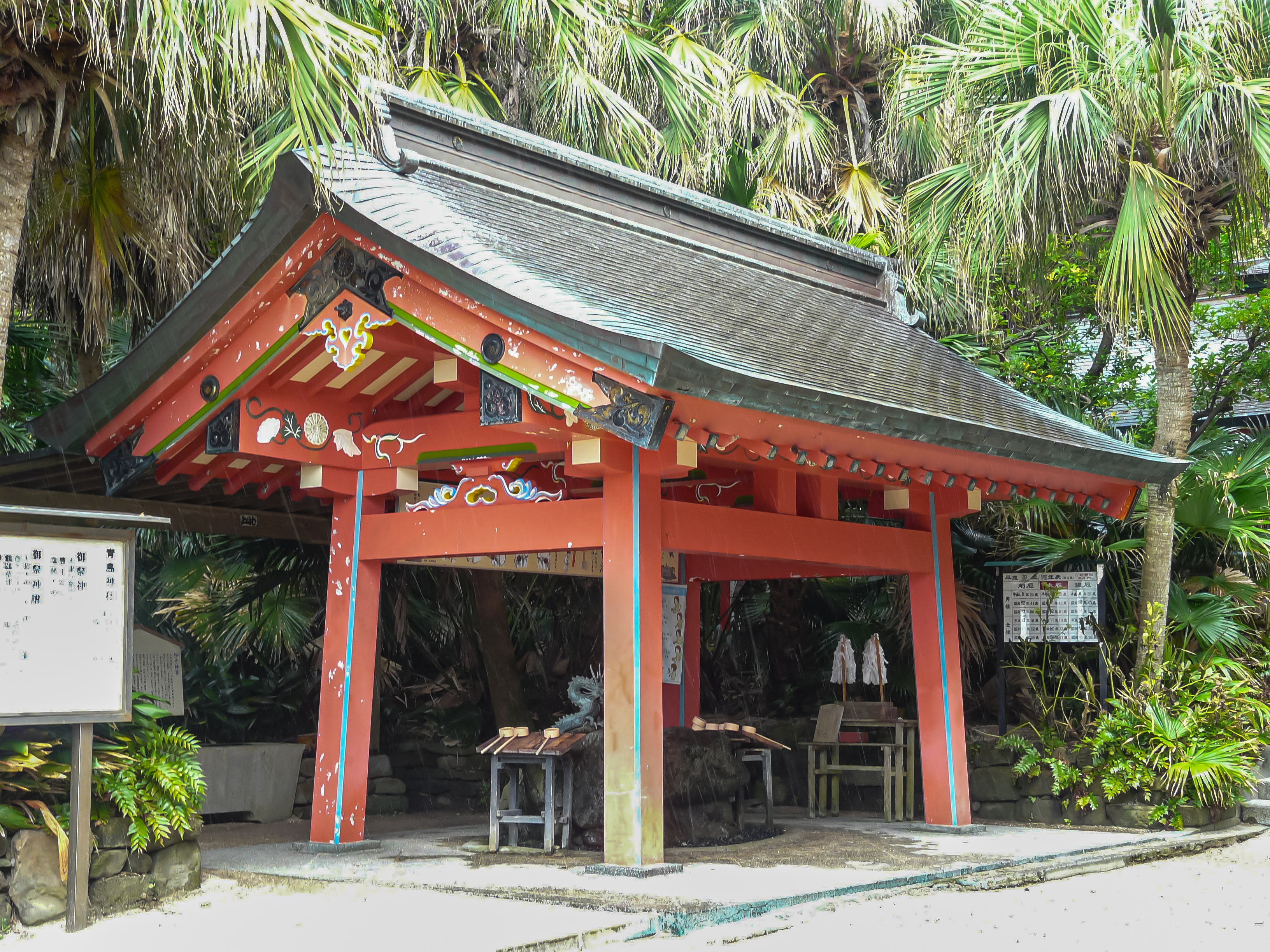
手水舎
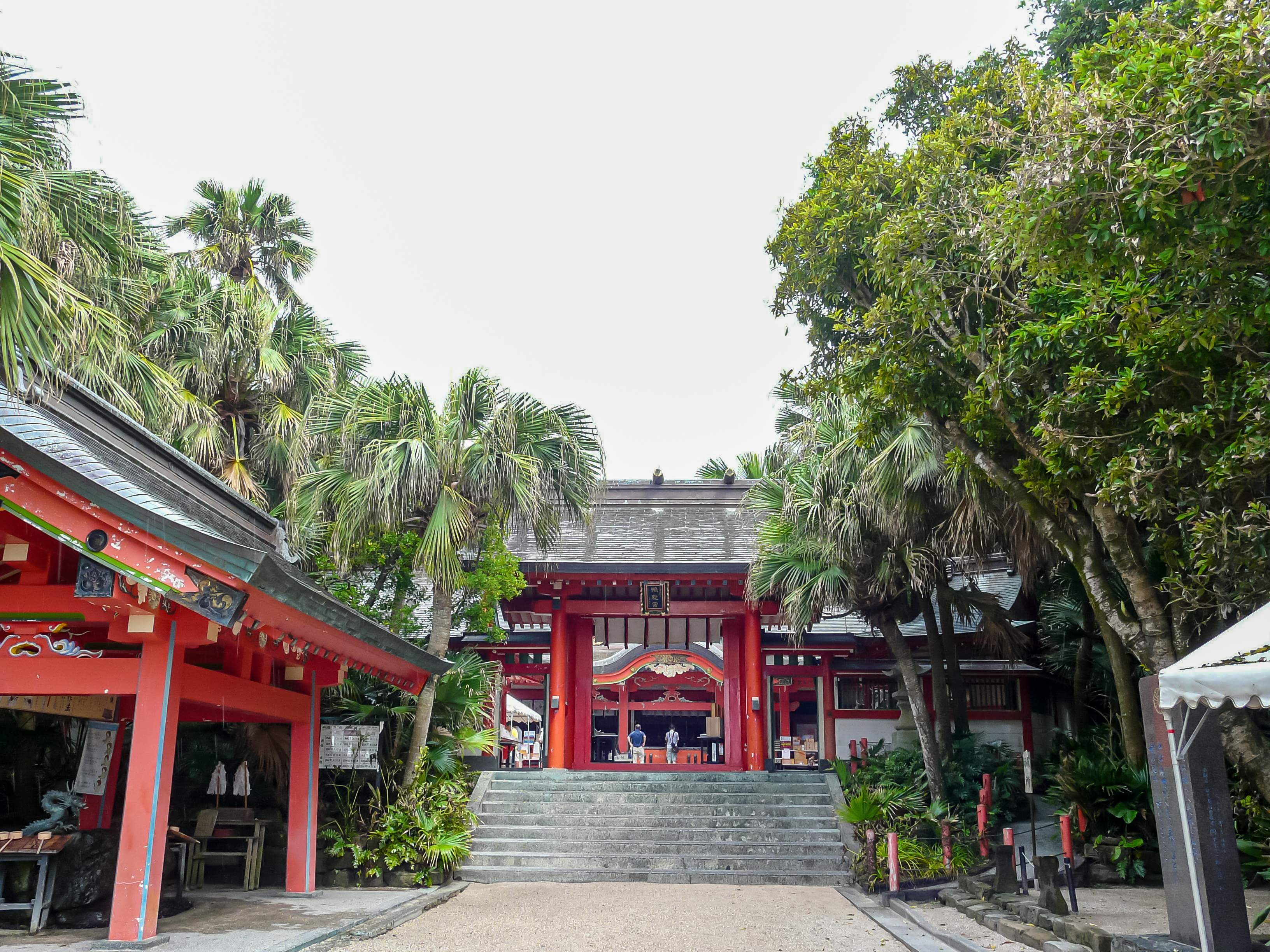
神門
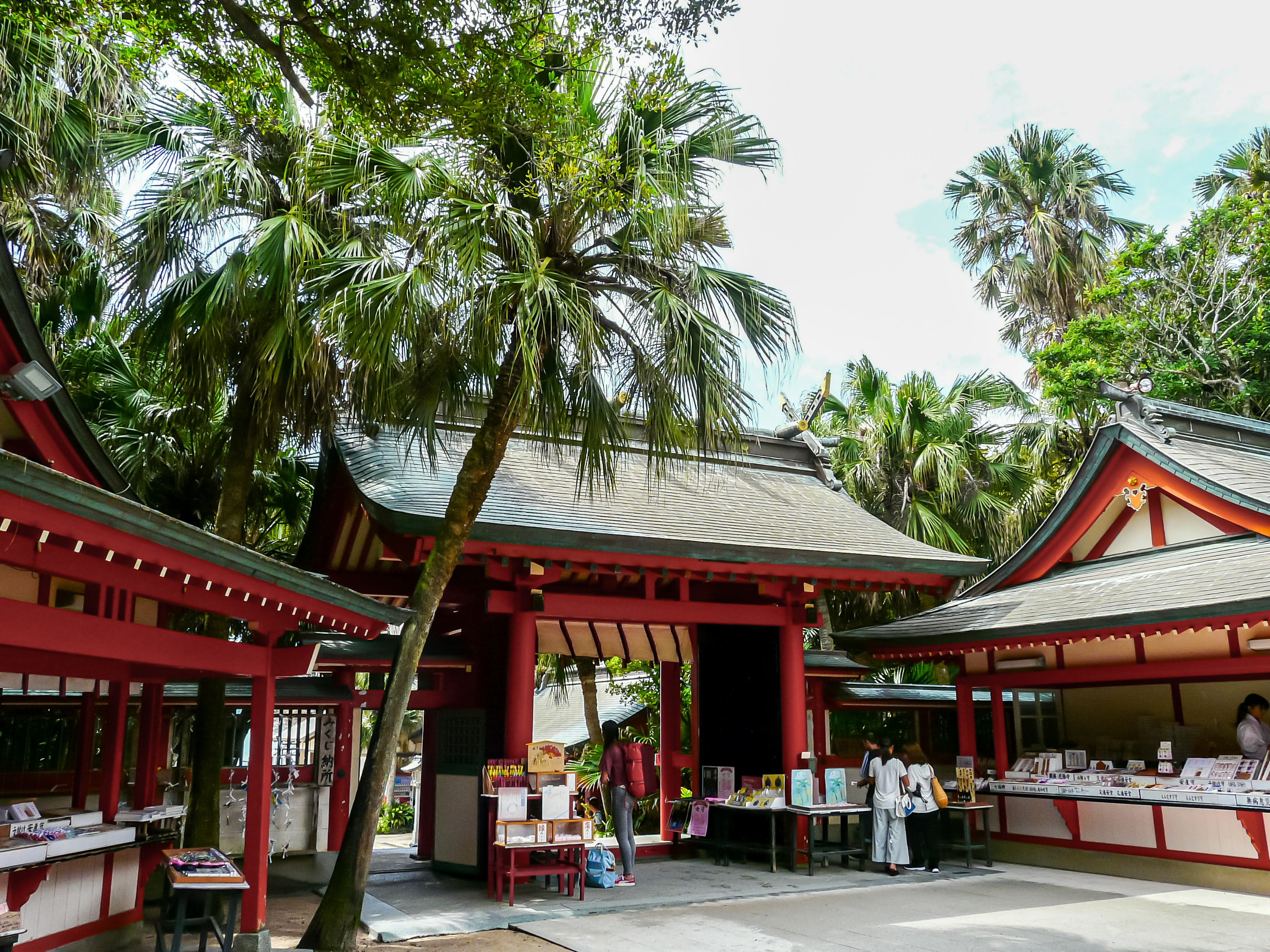
神門脇のビロウ（ヤシ科）
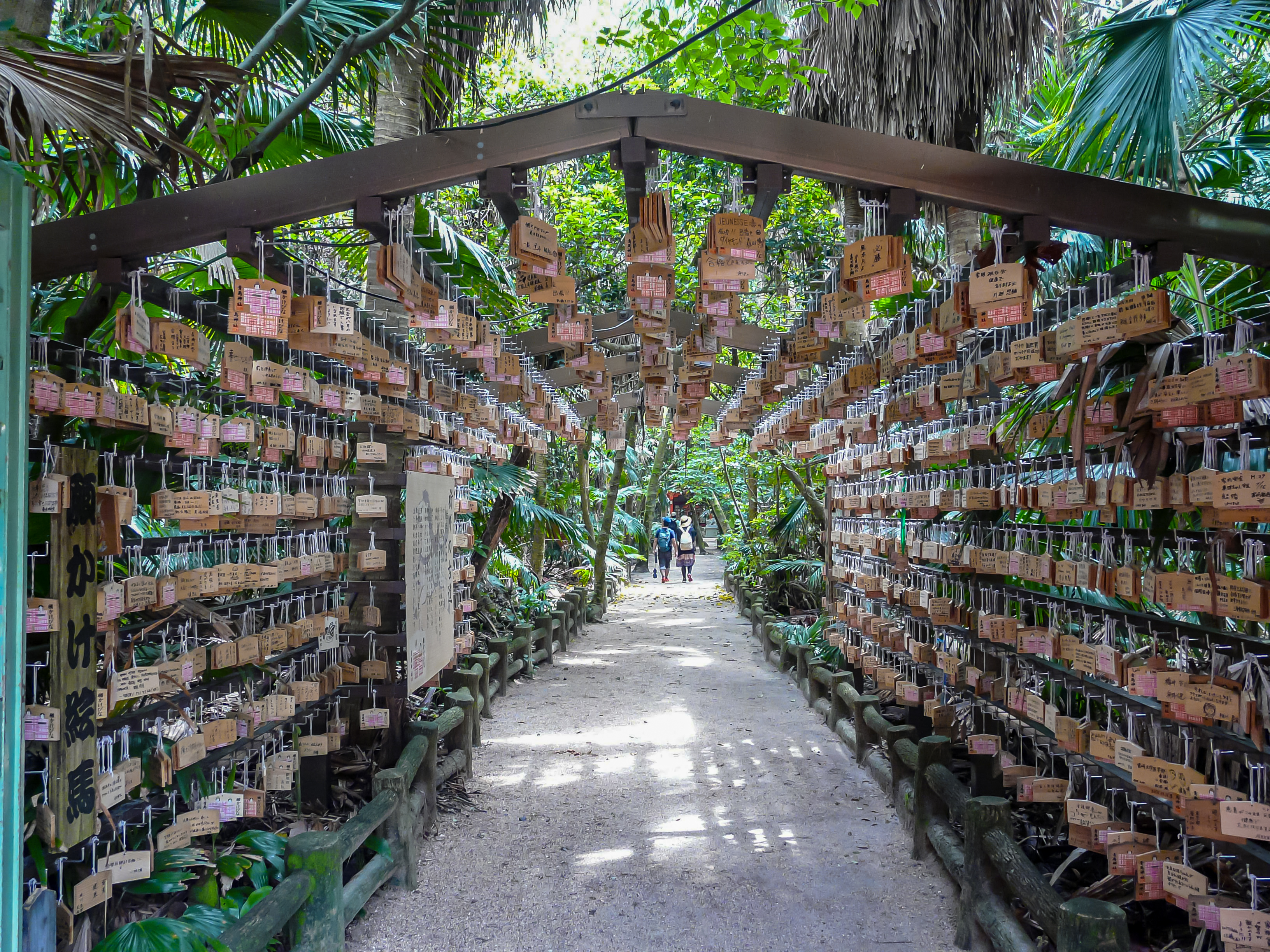
祈りの古道
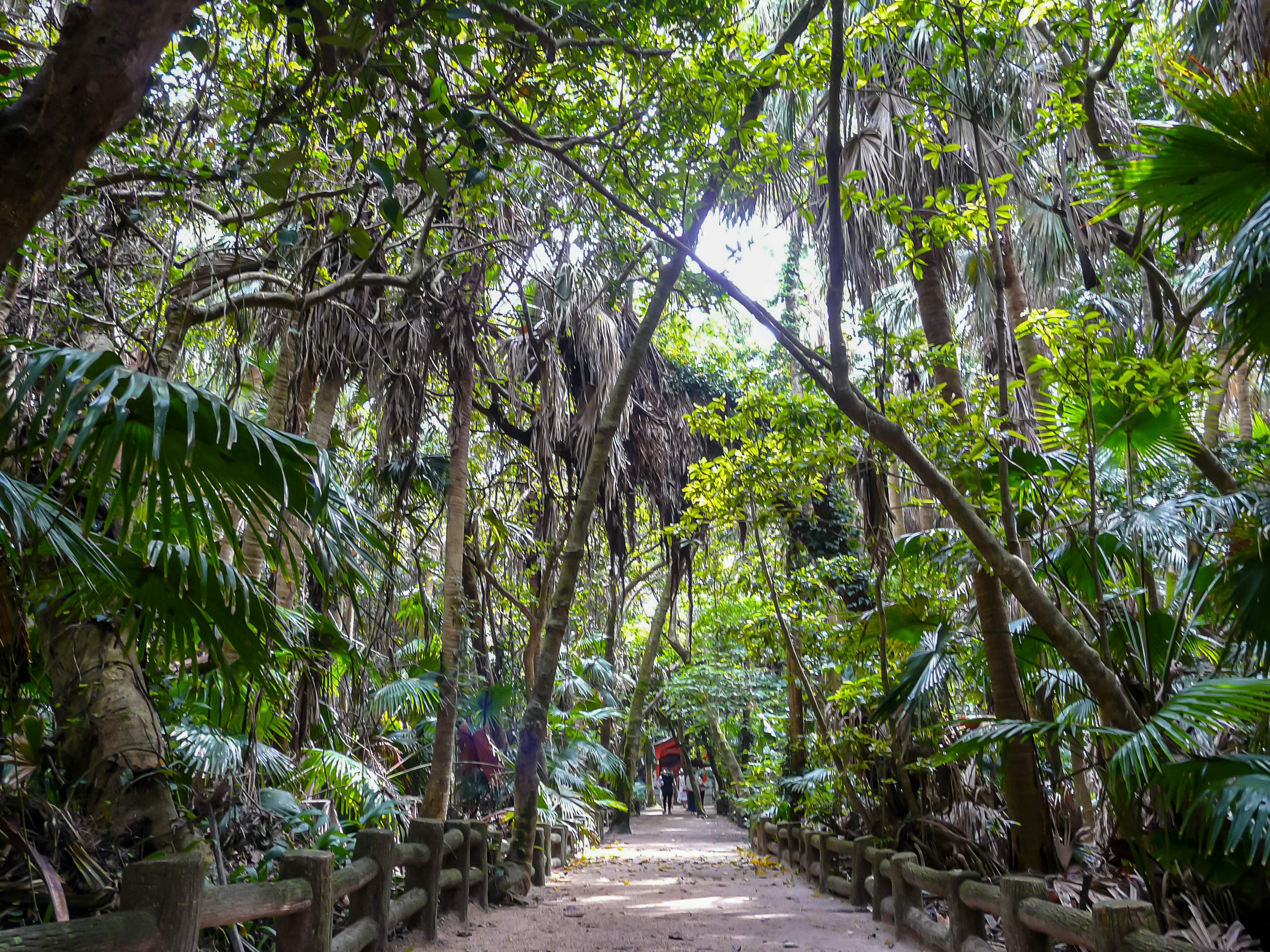
御成道の亜熱帯性植物
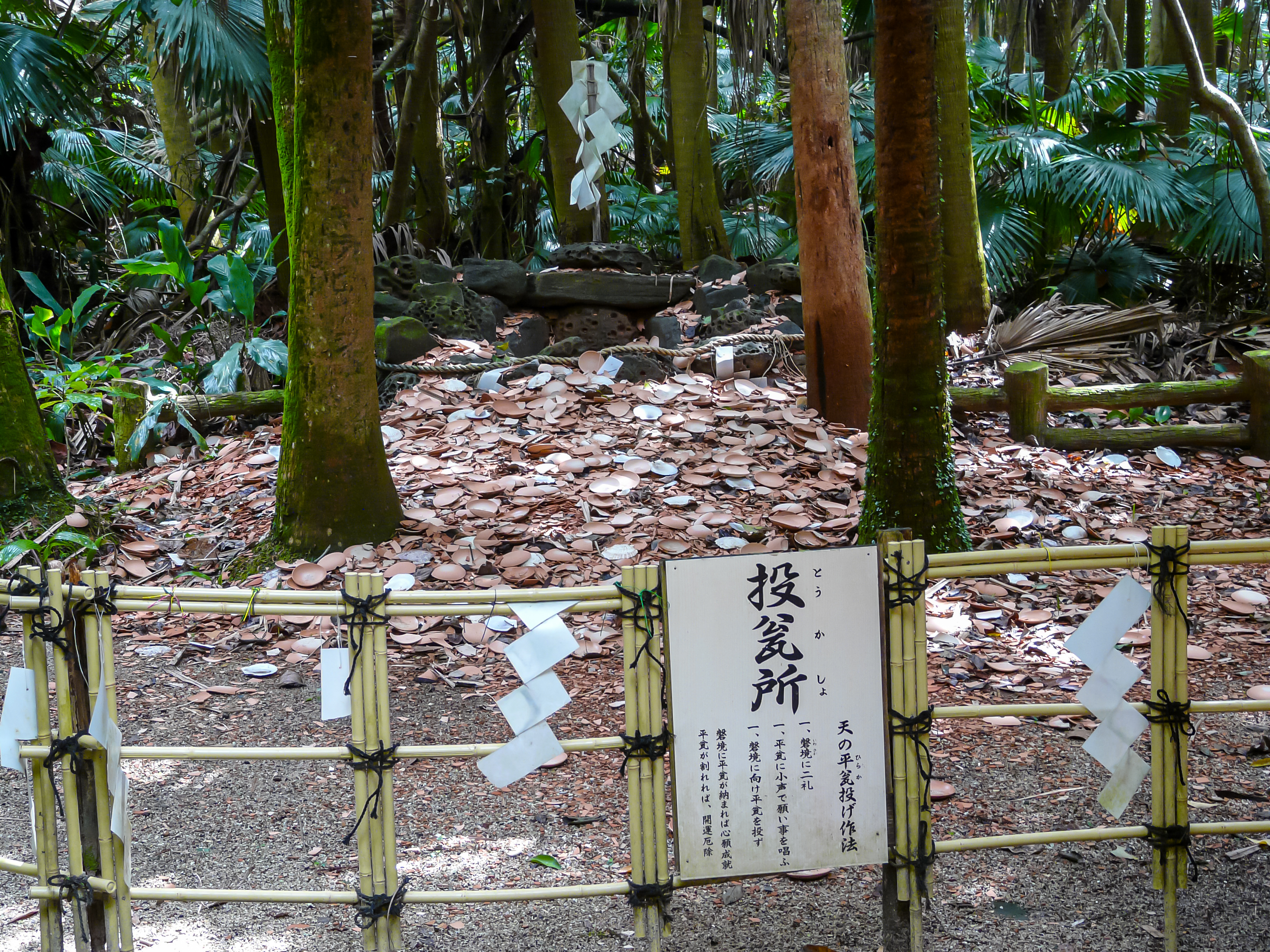
投瓮所

## 境内社
- 元宮 - 本来の社地であったと伝わる。本社と同じ3柱の神を祀る。祭祀が行われていたと推定され、弥生式土器、獣骨等が出土している[9]。
- 弁財天- 幣殿内に鎮座し、弁財天を祀る。1985年（昭和60年）に設定された日向之国七福神霊場の中の1柱である。
- 海積（わたづみ）神社 - 祭神：豊玉彦命、少彦名命[9]。拝殿に向かって右前に鎮座。
- 石（いそ）神社 - 祭神：彦火瓊瓊杵命・木花咲屋姫命・磐長姫命[9]。拝殿に向かって左前に鎮座。
- 御祖神社 - 祭神：氏子神徒の祖霊、氏子戦病死者の御霊[9]。
- 恵比寿神 - 祭神：恵比寿神。

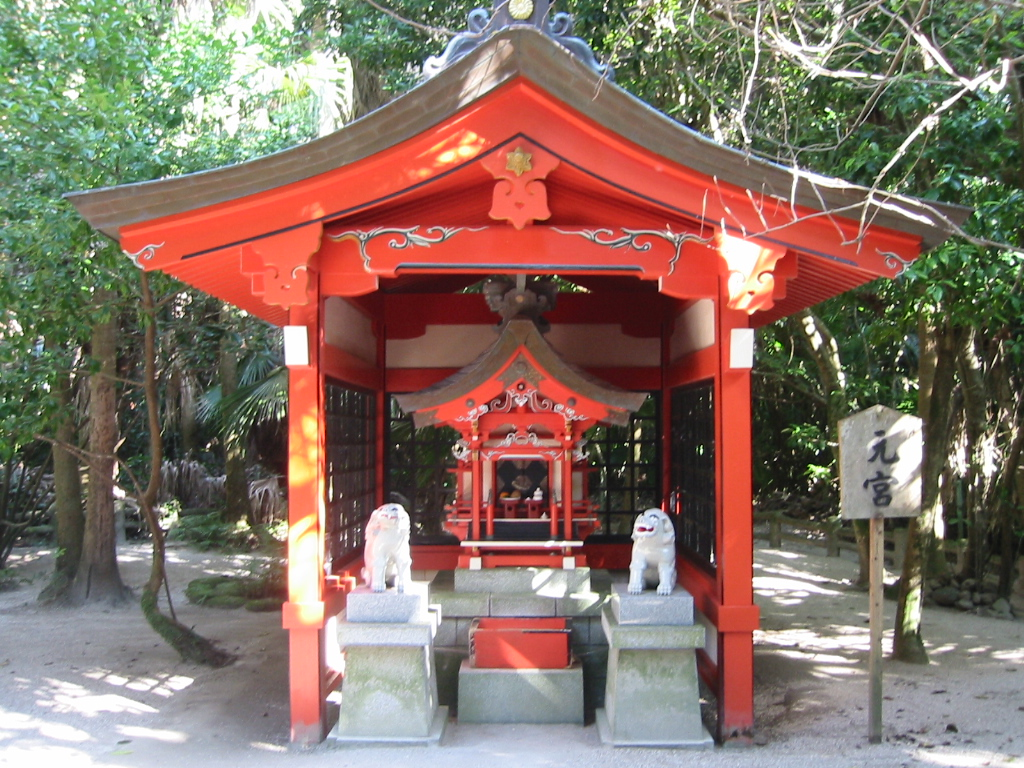
元宮
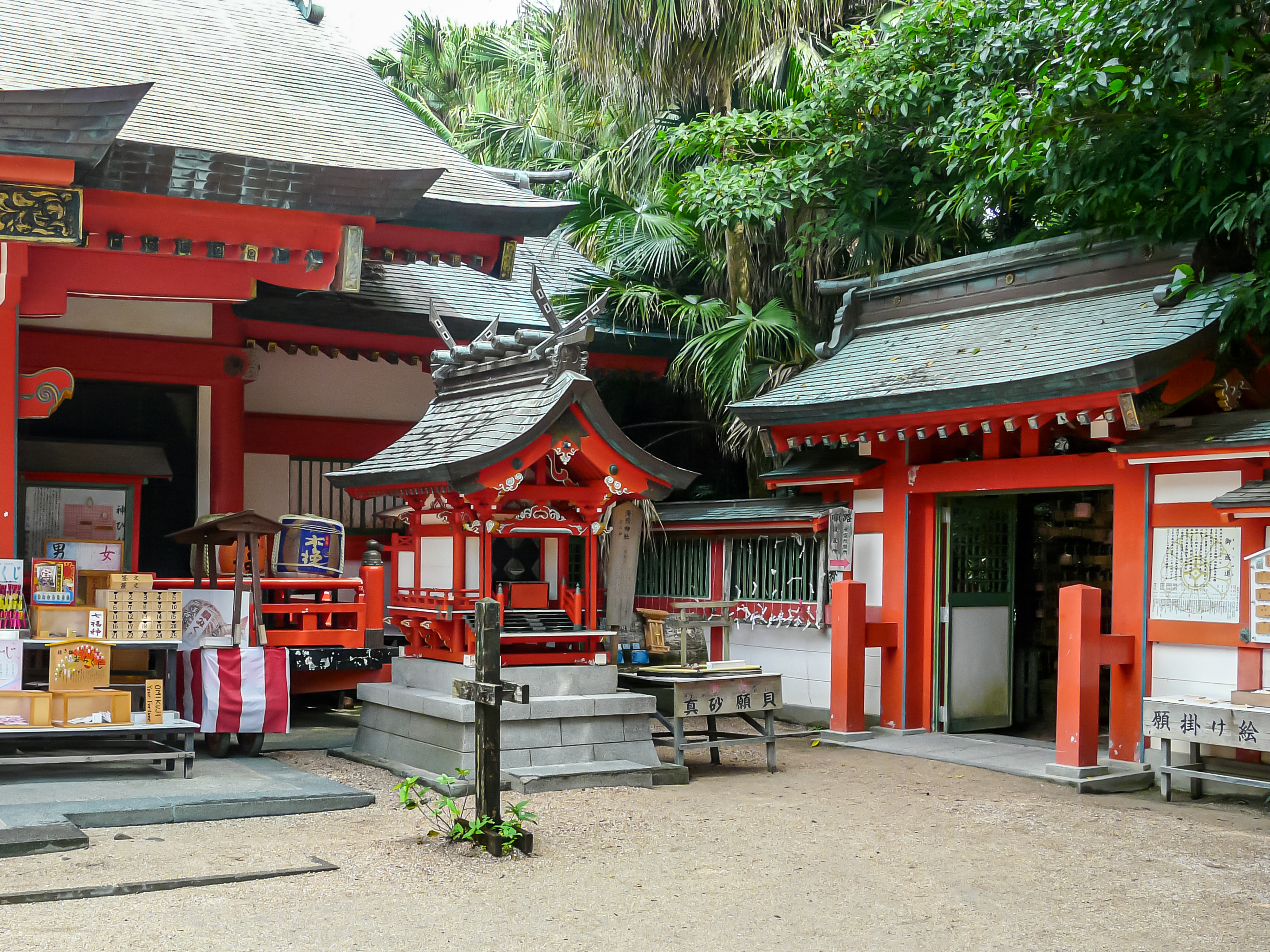
海積神社、右に御成道への門
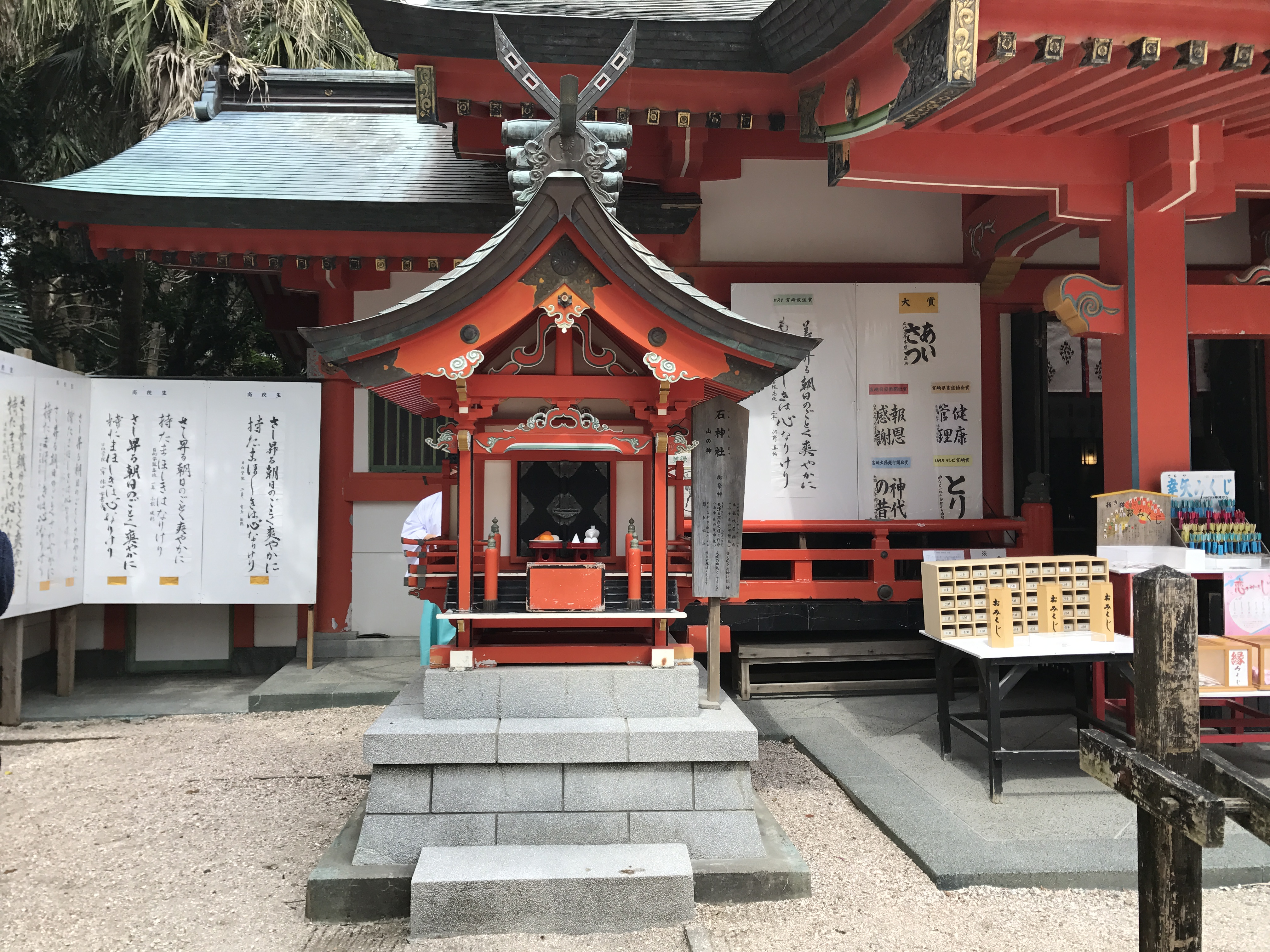
石神社
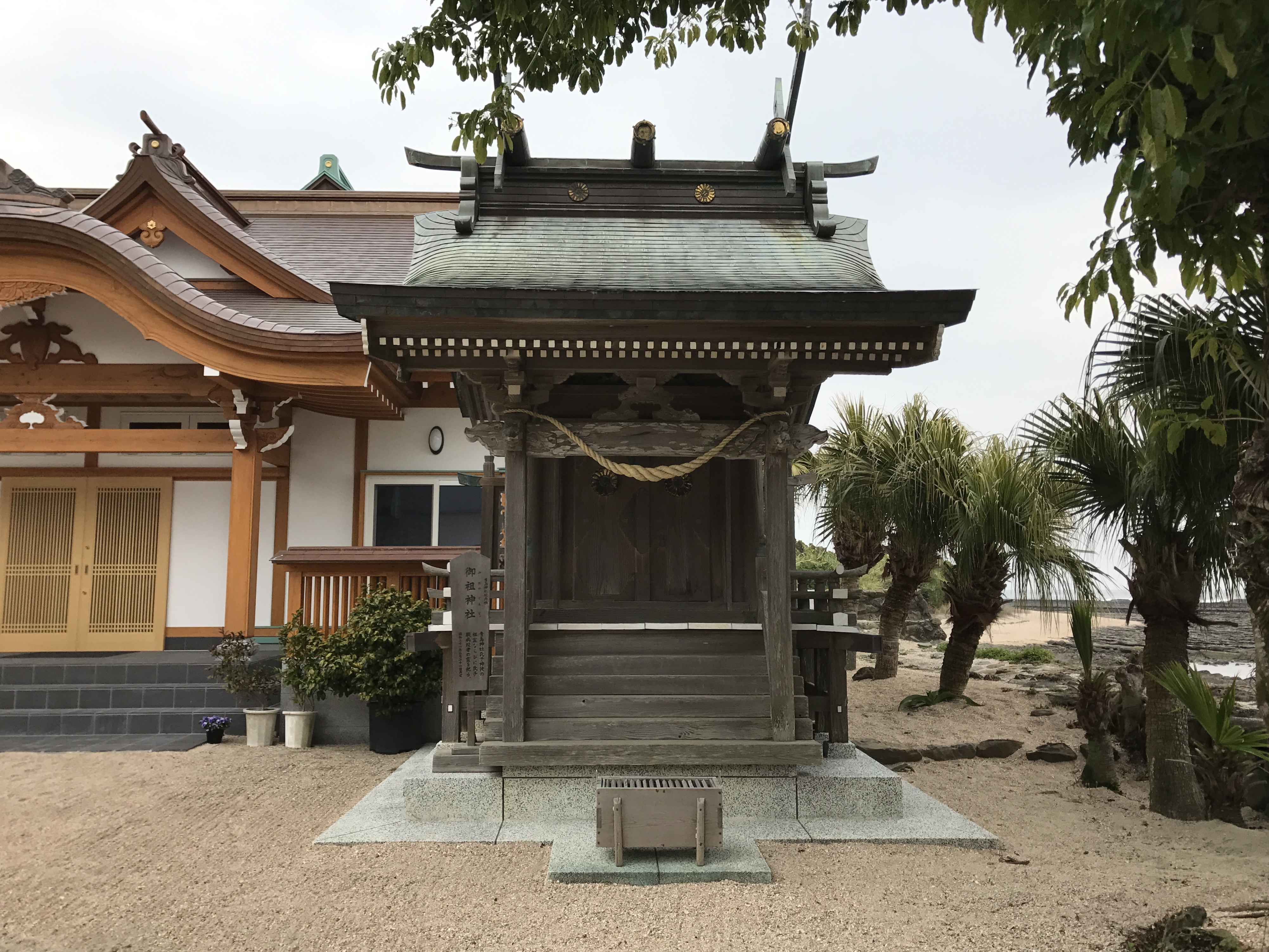
御祖神社

## 文化財
国の特別記念物
- 青島亜熱帯性植物群落 - 1921年（大正10年）3月3日指定[10]。

1921年に国の天然記念物に指定され、1952年（昭和27年）3月29日に種別が特別天然記念物に変更された。
青島の近海に黒潮が流れ、温暖な気候で多雨である。また青島は全島が青島神社の境内地（神域）として保護されていたため、植物が自然のまま残り、自生植物は約200種で、そのうち熱帯、亜熱帯性植物は27種が繁茂し、北半球最北のヤシ科植物の群生地となっている。青島の亜熱帯性植物で多いのが被子植物類ヤシ科のビロウで、約4300本の成木があり、全群落の80％を占める。その中の最高樹齢は約300年と推定されている。その他の島内亜熱帯性植物には、アオノクマタケラン、ダンチク、ハマナタマメ、オオハマグルマ、オオイワヒトデ、シャリンパイ、フウトウカズラ、タケラン、モクタチバナ、ムサシアブミ、クワズイモ、ハカマカズラ、ヒゲスゲ、クマシダ、ノアサガオ、などがある。
ビロウ林が繁茂する要因には二説あり、一つは、第三紀以前に日本で広く繁茂していた高温に適する植物が気候が変化したあとも温暖で環境に恵まれたこの島に残存したとする遺存説、も一つは、フィリピンや沖縄方面の南方から黒潮に乗って漂着した種子や生木が漂着し繁茂したとする漂着帰化植物説があるが、現在では前者の遺存説が有力視されている。
国の天然記念物

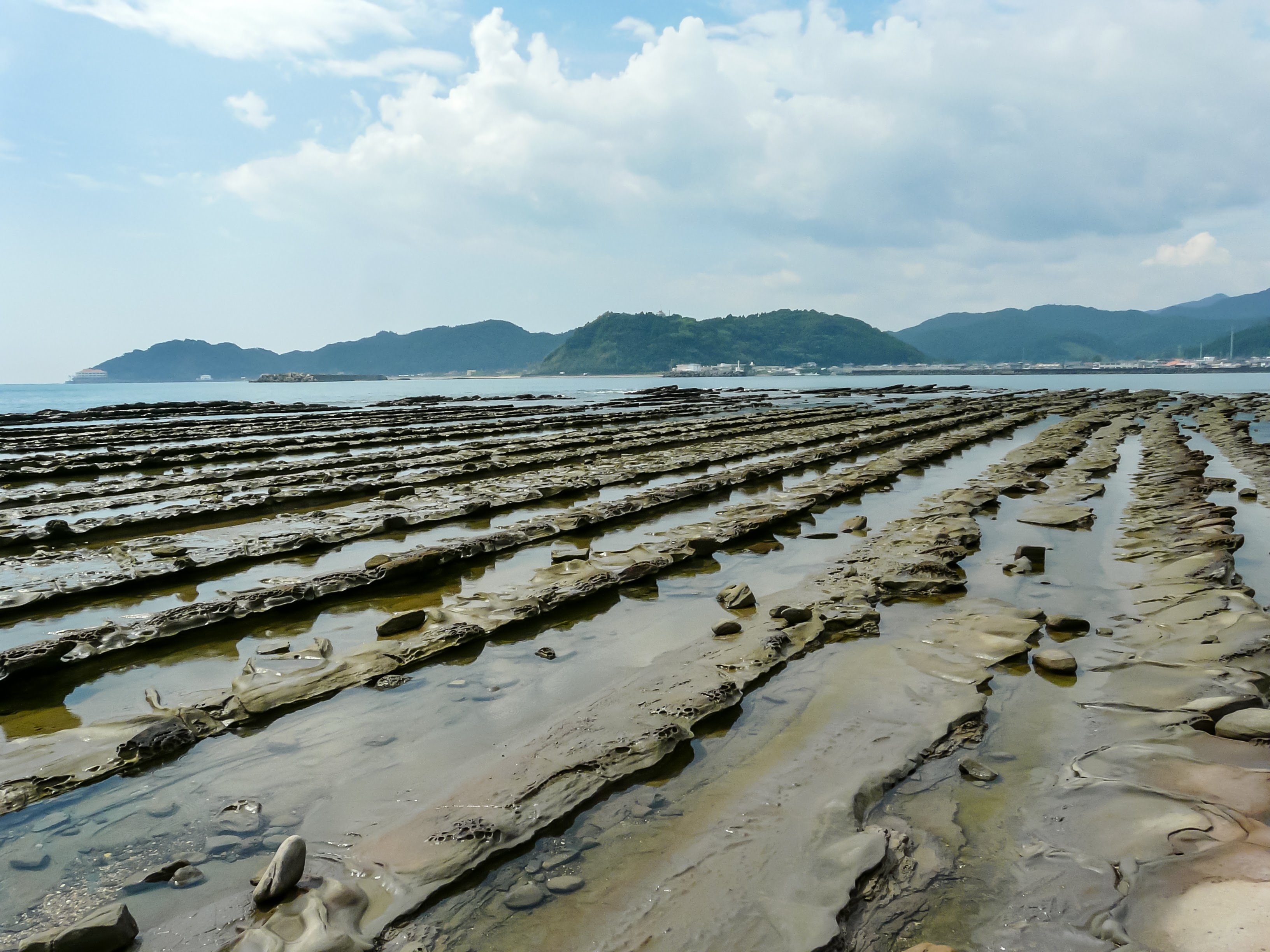
隆起海床と奇形波蝕痕

- 青島の隆起海床と奇形波蝕痕 - 1934年（昭和9年）5月1日指定[13]。

青島周辺から日南海岸のいるか岬に至る海岸に見られる波食台で、干潮時に現れ、かつて洗濯する際に使用した洗濯板のような凹凸があることから、地元では「鬼の洗濯板」ともよばれている。
2400万年前から200万年前にかけ砂岩と泥岩とが規則正しく互層をなした宮崎層群とよばれる層状になった岩盤が地殻の変動や隆起で少し傾いた状態で海上に露出している。その露出部分の、泥岩部が柔らかく海の侵食に弱いために削られ、泥岩層よりも硬い砂岩層が凸状に残ることで、洗濯板状の模様が形成されている。

## その他
- 松添貝塚 - 付近の青島西1丁目にある、縄文時代後期から晩期にかけての貝塚。遺物として加工されたクジラの骨や、多種の魚骨、貝殻があり、特に装飾を施した骨針は、古くから海と密接な関係にあった人々の存在を伺わせ、当社に対する信仰との関わりが注目される。
- 境内には「日向神話館」（平成12年（2000年）に開館した日本初の蝋人形神話館）があり、山幸海幸神話を含む天孫降臨から神武天皇による東征・大和平定までを30体の蝋人形と12の場面で再現している。また、巨人軍のキャンプ地が近いこともあり、長嶋茂雄の蝋人形も展示してある。
- 昭和中期には、新婚旅行先として絶大な人気を集めた訪問地の一つだった。

## 交通
- JR日南線青島駅から徒歩約10分